# 日置有紀
日置有紀（ひおき ゆき、1989年10月25日 - ）は、日本のファッションモデル、女優、タレント、インフルエンサー、講師である。また映画製作や商品プロデュースも行っている。兵庫県出身。車椅子モデルの第一人者。バリアフリー・フィルム・パートナーズに所属しており共同代表である。

## 人物
A型である。靴のサイズは、24.5センチ。
身長は、159センチ。
犬2匹(スムースチワワ・ロングコートチワワ)と猫2匹と亀1匹を飼っている。名前は、犬はきなことくろ、猫はけんたとまめである。
猫2匹はどちらも元々は野良猫であったのを引取っている。
車は日産のマーチ(ミクニライフ&オート(旧ニッシン自動車工業)が改造した福祉車両)に乗っている。
趣味は、お菓子作り、料理、映画鑑賞、ドラマ鑑賞、旅行、温泉巡り、セルフジェルネイル。
好きな食べ物は、和食料理全般（特にうどん）、甘い物（アイスクリーム、チョコレート等）。苦手な食べ物は、辛い物全般。
スキューバーダイビングの免許の他、福祉住環境コーディネーター、簿記、電卓、情報処理、等様々な資格を持っている。

## 来歴
高校生までは健康で過ごしていたが、理学療法士のための学校進学の数ヶ月後に足に違和感を感じ始め、それらは徐々に悪化していき最終的には頚から下すべてが麻痺した。治療法の無い脊髄の病気が原因だった。
理学療法士の学校を卒業後、病気が悪化、進行し寝たきりの生活となる。リハビリテーションを必死に行い、車椅子に座れるまでになったが、現在も悪化、進行のリスクを抱えている。詳しい病名に関しては公表されていない。
しかし、このままでは駄目だと思い自らを奮いたたせ、病気を発症後、福祉用具や便利グッズ、麻痺があっても出来るオシャレの方法、障がい者の困り事等、理学療法士の学校で学んだ知識を活かしながらのブログを書き、それがきっかけで講演活動を始める。
障がい者のオシャレについてや誰でもオシャレを楽しめるようにと最初に発信を始めた人である。
その後徐々に「仕事をしたい」「社会参加したい。」と思い就職先を探すが、なかなか仕事が見つからなかった。
障がいがあってもオシャレを楽しめるようにしたい。仕事が「ないならつくろう！」と、一念発起し、モデルの活動を開始する。
2008年、ブライダルの広告モデルをしたのを機に、モデルとして活動を開始。その後、スマイルエッセンス・電動車椅子「Isco」や、
NHK・Eテレ「バリバラ」や、ヤマハ発動機・電動車椅子「02GEN」プロダクトモデル等を行いながら、「車椅子モデル」の言葉を一般化させた、車椅子モデルの第一人者である。
ミクニライフ＆オート（旧日新自動車工業）の、専属モデルを務めており、
ヤマハ発動機でも、プロダクトモデルを始め、JW女子等様々なモデルを行っている。ヤマハ発動機の本社には日置有紀が行った電動車椅子「02GEN」のモデル写真が飾られている。
2017年、福岡では世界最大規模のファッションショー福岡アジアコレクション2017で、初の障がい者・車椅子モデルとして出演。
車椅子でランウェイを歩き、モデルの在り方を訴えかけると同時に、観客を魅了した。
2017年、YouTubeを開始した。
2018年、バリアフリー・フィルム・パートナーズに所属し、共同代表となり、誰もが輝ける社会の実現を目指すために更に活動の幅を広げた。
2018年、今までのモデルとしての活動がきっかけとなり、初の障がい者向けの芸能事務所が設立されたり、日置有紀に感化されYouTubeを始める者や人前に出て活動する障がい者や車椅子ユーザーが増えていった。
車椅子や障がい者の可能性を広げていく。
2018年、モデルを目指す障がい者にモデルレッスンを開始。
また、車椅子ユーザー用レインコートやスーツなどの商品プロデュースも手掛ける。
2018年、ユニバーサルツーリズムフォーラムにて、パネラーとして多くの人の前で講演を行い、後にインフルエンサーとして沖縄に招待される。
2019年6月5日にTwitterにて、身障者用駐車場について問題提訴した所、3万以上のリツイートがされて、多くの人々に身障者用駐車場の在り方を訴えかけた。。
また、身障者用駐車場問題以外にも、障がい者の現状や困り事等をSNSを通じて発信し続けている。
2019年、沖縄観光バリアフリー事業にて、インフルエンサーとして、沖縄那覇、石垣島、竹富島を訪問し、バリアフリー情報を発信。
2019年、車椅子アイドルの猪狩ともかが主演を務め、Amazonプライムで公開された映画『リスタート：ランウェイ〜エピソード・ゼロ』で映画初出演。女優としての活動も開始するようになった。
また出演をした、映画『リスタート：ランウェイ〜エピソード・ゼロ』では、製作にも関わっている。
映画『リスタート：ランウェイ〜エピソード・ゼロ』は京都国際映画祭2020の特別招待作品で上映された。
2020年、大手企業であるNTTコミュニケーションズ「Go the Distance.」篇のブランド広告CMに出演。
2020年、兵庫県で制定された「ユニバーサル社会づくりの推進に関する条例」に基づき、ユニバーサル社会づくりに率先した実践活動を顕彰しており、今までのファッションモデルや映画出演等の芸能活動、講演活動、商品プロデュース等、車椅子モデルの先駆者としての活動が評価され、令和２年度ひょうごユニバーサル社会づくり賞　＜個人部門,知事賞＞を受賞。井戸知事より表彰状を授与された。
2021年2月5日に公開、山田杏奈、山口まゆダブル主演『樹海村』にてスクリーンデビュー。
スクリーンデビューを果たした『樹海村』は、世界三大ファンタスティック映画祭の一つであるファンタスポルト国際映画祭にて、最優秀作品賞を受賞。
東京2020パラリンピックの聖火ランナーに選出され、2021年8月21日（土）に葛西臨海公園第3駐車場を50mを笑顔で走り切り、トーチキスを行った。
本来であれば、墨田区の公道を走る予定であったが、新型コロナウイルスにより、公道走行は中止となった。
モデルや女優業で忙しいながらも、現在も講師として数多くの講演に登壇もしており、【障がい者のオシャレ】、【ユニバーサルな社会】、【自身のこれまでの生き方】、【ユニバーサルツーリズム】等数多くのテーマで話をしている。
また、講演会ではクイズ形式、参加型で行っているため、楽しみながら話を聞ける事で人気である。

## 出演

### モデル・イベント
- ブライダル広告モデル（2008年）
- スマイルエッセンス電動車椅子「Isco」（2014年-）
- バリバラ〜障害者情報バラエティー〜 バリアフリー・ファッション「バリコレ」(はるな愛プロデュース番組内特別企画) （2015年）[29]
- ヤマハ発動機YAMAHA JW GirlsMeeting撮影モデル（2016年）
- 記念祝賀会ファッションショー（2016年）
- TWBC2016（2016年）
- 国際福祉機器展H.C.R ミクニライフ&オート(旧ニッシン自動車工業) (2016年-2019年）
- ビューティセミナー（2016年）
- ヤマハ発動機電動車椅子「02GEN」（2016年）
- ヤマハ発動機今月のJW女子（2017年）
- 福岡アジアコレクション（FACo）（2017年）
- 車椅子100人超交流会ファッションショー（2017年）
- 心のバリアフリー・ファッションショー　バリアフリー・フィルム・パートナーズ✕原田忠全部（2018年）
- ユニバーサルファッションショー（2015年-2019年）
- 沖縄観光バリアフリー推進事業/インフルエンサー（2019年）
- NTTコミュニケーションズ企業広告グラフィック「Go the Distance.」編（2020年）
- 分身ロボットオリヒメお披露目会・実演会（2020年）
- TOKYO 2020パラリンピック聖火ランナー 墨田区（2021年）
- ユニバーサルファッションショーDAY（2021年）
- Universal Dance Festival2022（2022年）
- ヨーロッパから日本に挑戦状！？

日本代表 vs フランス代表 SENKEN GAMESオンライン対決！（2022年）
・Universal Dance Festival2023（2023年）
・CSK.worksブランドモデル（2023年-）

### 映画
- リスタート：ランウェイ～エピソード・ゼロ　- メミ役　（2019年9月公開）-製作も担当-帆根川廣監督
- 37セカンズ　（2020年2月公開）-HIKARI監督
- 樹海村 - 伊東美弥子（たゆ）役（2021年2月5日公開）-清水崇監督

### ドラマ
- NHK Eテレ バリバラ　障害者差別解消法

### CM
- NTTコミュニケーションズ 「Go the Distance.」編（2020年3月放送）
- アメリカン・エキスプレス・カード 「ゴールド・プリファード・カード新登場 ダイニング」篇（2024年3月放送）（2025年3月放送）

### テレビ番組
- バリバラ（NHKEテレ）
- 夕刊7チャンネル（テレビ大阪）
- ニューステラス関西（NHK総合大阪）
- 関西845（NHK総合大阪）
- NHKニュース おはよう日本（NHK総合大阪）
- キャスト（朝日放送テレビ）
- かんさい情報ネットten.（読売テレビ）
- ニュースリアルKANSAI　26歳の車椅子のモデル（テレビ大阪）
- ニュースリアルKANSAI　27歳の車椅子のモデル（テレビ大阪）
- NEWSな2人　車いす利用者が大激怒！車いすに優しくない日本、反対！（TBSテレビ）
- ニュースSUNデー（サンテレビ）
- めざましテレビ（フジテレビ）
- めざましどようび（フジテレビ）
- ビビット（TBSテレビ）
- ひょうご発信！教えて！ひょうご（サンテレビ）
- NHK 杯輝け！！全日本大失敗選手権大会～新春スペシャル（NHK総合）
- もう一つの37セカンズ～車椅子女子の挑戦～
- 東京2020パラリンピックライヴストリーミング
- 聖火リレーデイリーハイライト（NHK総合）
- ジモト応援！兵庫つながるNEWS（J:COM）
- 「バリバラ最終回スペシャル」 前編　イメージをぶち壊せ！マイノリティーと歩んだ１５年

### 掲載誌
- 月刊 百日草（2015年）
- CO-CO-Life（2015年-2016年）
- Revs（2016年）
- エステ業界紙（2016年-）
- エステティック通（2016年-）
- ヤマハ発動機今月のJW女子（2017年）
- ヘアカタログ（2017年-）
- 県民だよりひょうご（2019年-）
- 広報丹波篠山（2019年-）
- 人権啓発冊子 ひょうご人権ジャーナル きずな（2019年-）
- メールマガジン　ユニバーサルひょうご通信114号（2020年-）
- City Life（2020年-）
- ヘアカタログ誌（2021年-）
- ビバ！ニュータウン（2021年-）
- コミセン便り（2022年-）
- 月刊NEXT（2022年-）

### 商品プロデュース
- レインコート
- 3wayスーツ

## 映画祭
・映画『リスタート：ランウェイ〜エピソード・ゼロ』は京都国際映画祭２０２０の特別招待作品で上映
・映画『『樹海村』』は、世界三大ファンタスティック映画祭の一つであるファンタスポルト国際映画祭にて、最優秀作品賞を受賞

## 受賞歴
・令和２年ひょうごユニバーサル社会づくり賞　＜個人部門,知事賞＞　（2020年‐）

## 掲載記事
・35歳の車いすモデルの第一人者　当面の間SNS全般を休止へ　「ちょっと今の私の状態では…」
・最終回前編・イメージをぶち壊せ!マイノリティーと歩んだ15年
・これが私の当たり前/神戸新聞
- 障害者らがモデル　高校生デザインの衣装でファッションショー | おでかけトピック | 兵庫おでかけプラス | 神戸新聞NEXT
- 東京パラ開幕　選手の活躍や多様性への理解の広がりに期待｜スポーツ｜神戸新聞NEXT
- 「ぜひ、パラ競技見て」　聖火つないだ車いすモデルの思い　「少しでもイメージ変われば」 | 丹波新聞
- 「役に深みを」　ホラー映画「樹海村」に障がい者ら出演　車いすモデルも「理解広がるきっかけに」 | 丹波新聞
- 【未来世代】　障害発信 もう隠さない、「車いすモデル」笑顔再び : ニュース : 関西発 : 地域 : 読売新聞
- 車いすのモデル　意識変えたきつい言葉「何しに来たの？」　"心のバリアフリー"目指し | 丹波新聞
- 「声をかけたくても車いすでは行けない」　店の駐車場にあった貼り紙に言葉を失う　grape編集部
- 今月のJW女子 1月　ヤマハ発動機
- 兵庫県/県民だより　ぐぐっと！
- ありのままの存在認めて　車いすモデル・日置さん講演　神戸
- 車いすアイドル・猪狩ともか「リスタート」で映画初主演！「心のバリアフリーの気持ちを…」ラフ&ピース
- 勇気と希望を　丹波
- 「本当のバリアフリー」とは　車いすモデルが講演　神戸
- 車いすユーザーの困りごと　女性モデルの発信に共感広がる　身障者用駐車場のマナーなど　丹波
- 離島のバリアフリー体験　車いすモデル、日置有紀さん　八重山
- 車いすモデルの日置さん、来島　きょうまで石垣、竹富を観光　八重山日報
- 「絶句した」「信じられない…」　障がい者用駐車スペースでの『光景』に反響　grape編集部
- 障害者用駐車スペース隣のゼブラゾーンは何のため？全ドライバーが知っておくべき事　おたくま
- 「車と車の間に無理矢理停めるのやめて」車椅子ユーザーが切実な訴え　身障者用駐車場の斜線部分は乗り降りに必要なスペース　BIGLOBE
- 身体障がい者用スペースに駐車しないで！車椅子モデルの切実な願い Buzz Feed
- 「近いから」「隙間あるから」身障者用スペースに車を停める人たち　車いすモデル明かす「本当に困った」実体験 　J-CASTニュース
- 障害と共にわたし前へ　女性ら、経験生かし活動　日本経済
- 障害者のおしゃれ　芦屋でセミナー　髪形や化粧、気持ちを明るく　毎日

・ＰＯＳＴ
・結婚式で不自由させない。挙式専用の車いす、開発のこだわりとは　IRORIO
・関西初、車椅子ウエディングドレス「Isco(イスコ)」導入でハイアット リージェンシー 大阪が新たなドラマを創造
・車いす一体化ウエディングドレス「Isco(イスコ)」の後ろ姿　大阪ベイ経済
・関西初「車いす一体化ウエディングドレス」－南港のハイアット　大阪ベイ経済